# Kisompoly

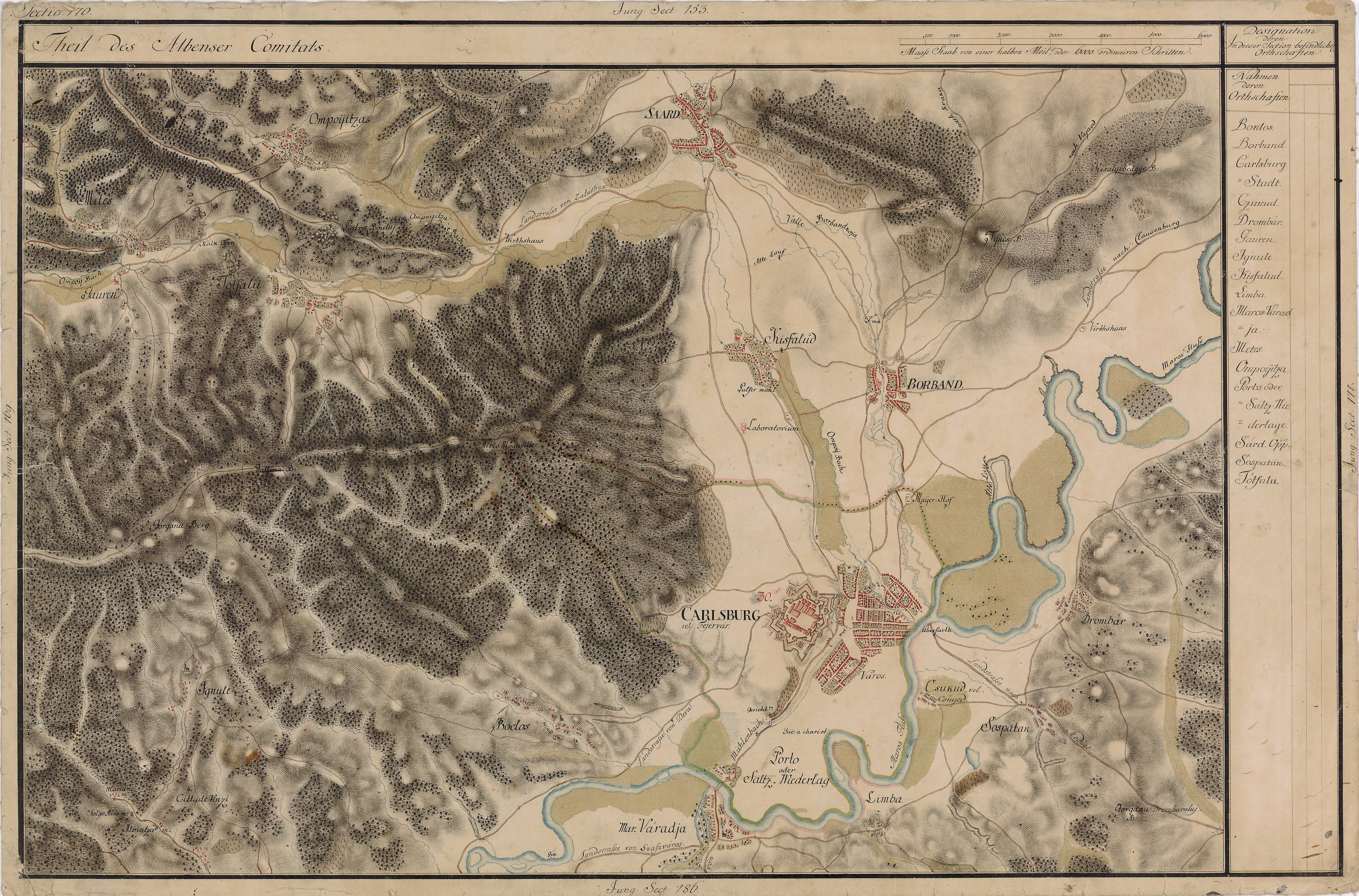
Kisompoly környéke 1769-1773 között

Kisompoly (románul: Ampoița, németül: Ampoifluss) falu Romániában, Fehér megyében.

## Története
A falutól északra, a  kővé vált asztagok-nak nevezett mészkősziklák mellett 1999-ben bronzkorba való átmeneti kori település nyomait tárták fel. Egyes források a kisompolyi bronzkori napkultusz szentélyét a Salisbury közelében fekvő Stonehenge-hez hasonlítják. Találtak a falu területén római kori településmaradványokat is, a XIII. Gemina légió pecsétjével ellátott téglákat, Traianus és Antoninus Pius uralkodása idejéből származó érméket. A falu mellett haladt el egykor az Apulum (Gyulafehérvár) - Ampelum római út.

## Népessége
1850-ben 887 lakosa mind román volt. 2002-ben a 689 lakosból 687 román, 1 cigány és 1 ukrán román nemzetiségű volt.